# معركة أندروس (1696)
معركة أندروس (بالإنجليزية: Battle of Andros)‏ وقعت في 22 أغسطس 1696 جنوب شرق جزيرة أندروس اليونانية بين اساطيل جمهورية البندقية والولايات البابوية تحت قيادة بارتولوميو كونتاريني من جانب والبحرية العثمانية تحت قيادة ميزو مورتو حسين باشا وكانت معركة غير حاسمة ولم يفقد اى سفن من الجانبين وهي جزء من حرب موريان .

## اقرأ أيضًا
- الحرب التركية العظمى
- الحروب العثمانية في أوروبا
- معركة أندروس (1790)
- معركة نوبليا البحرية (1770)

## قائمة المراجع
- Anderson, R. C. Naval wars in the Levant 1559-1853 (1952) (ردمك 1-57898-538-2)

## وصلات خارجية
- وثائقى عن المعركة على اليوتيوب https://youtu.be/YwXnqaVyxns